# Cừu Soay

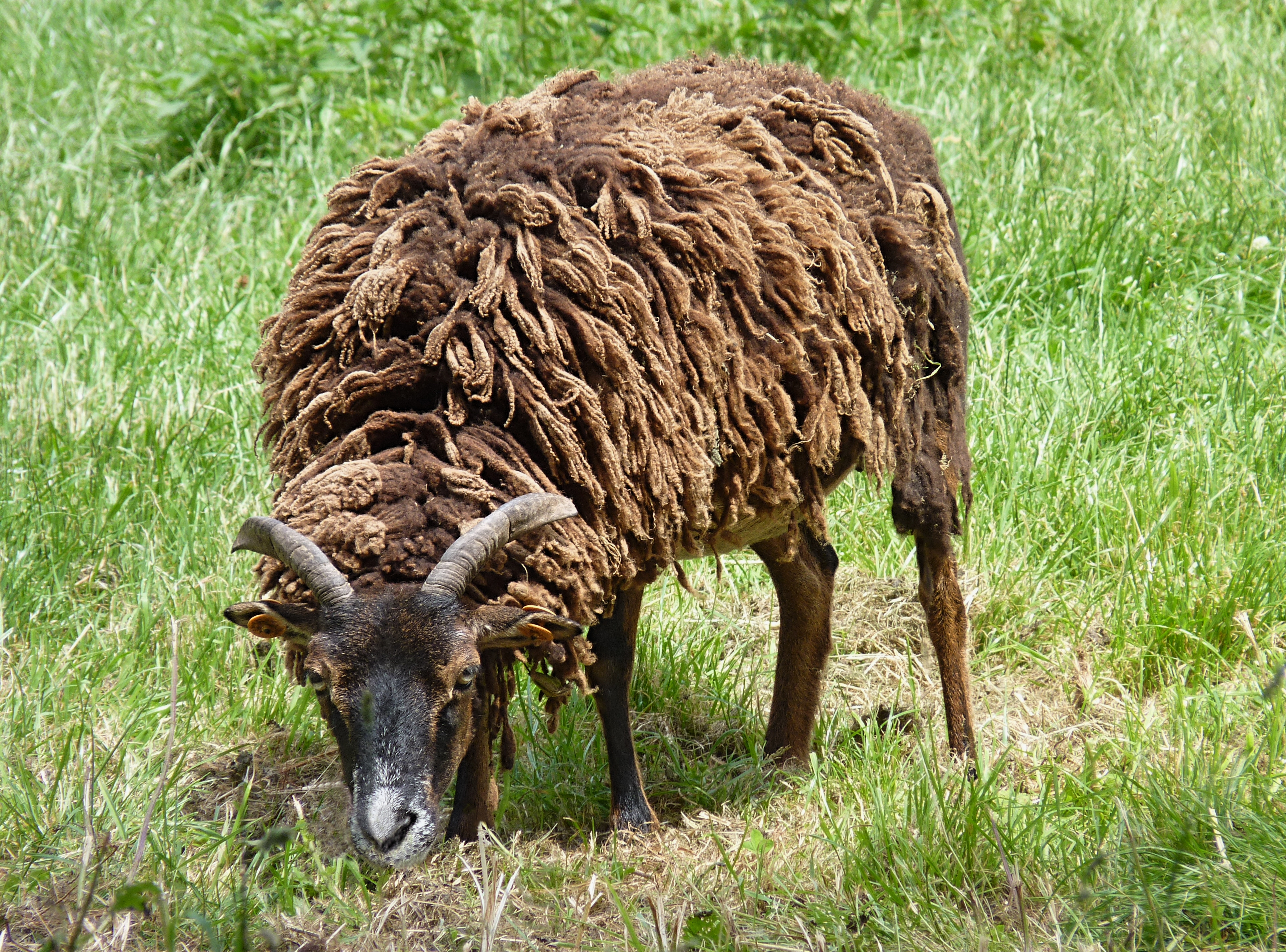

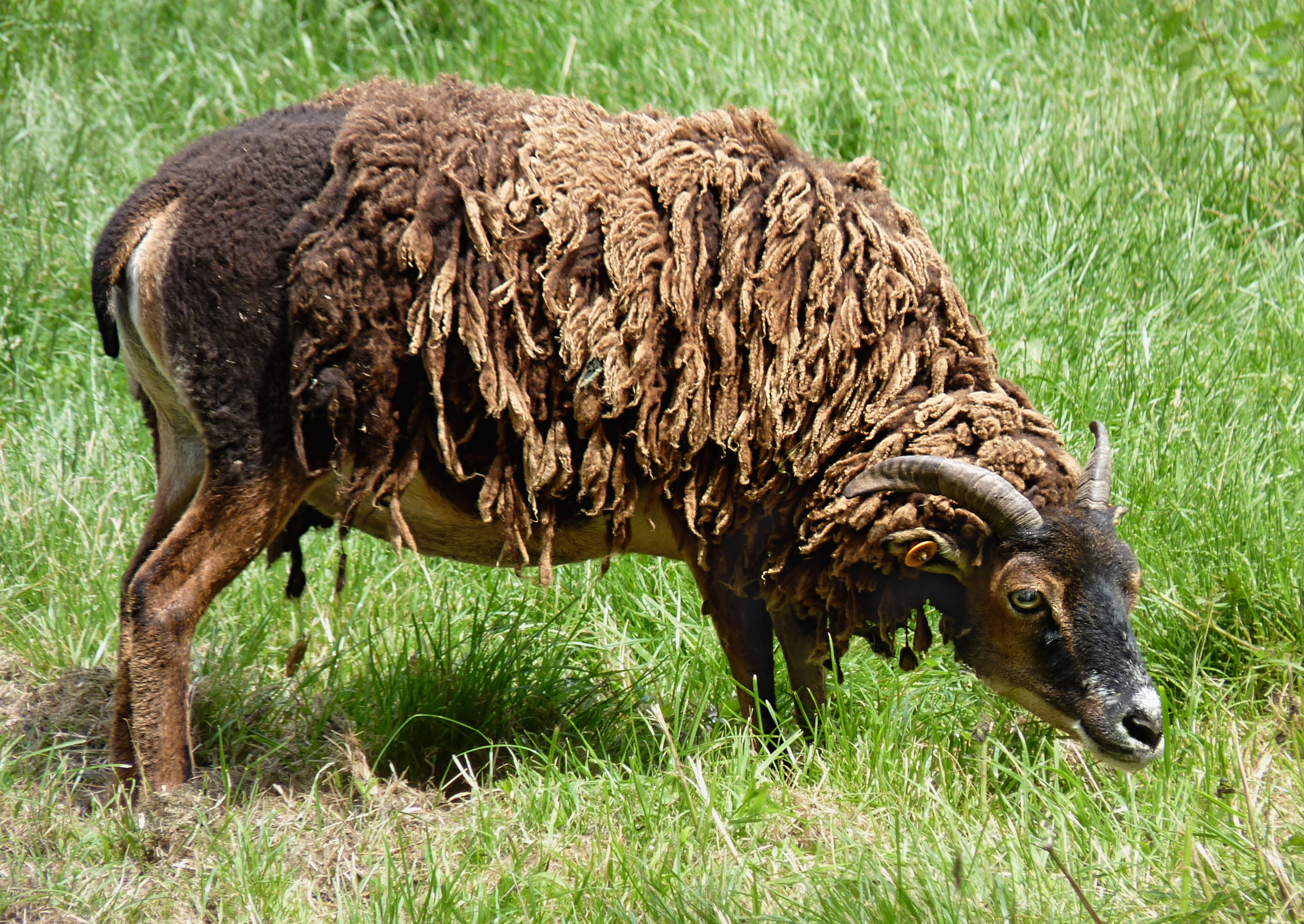
Một con cừu Soay

Cừu Soay là một giống cừu nhà nhà có nguồn gốc từ xứ Scotland. Chúng hậu duệ của một dân số của loài cừu hoang sống trên 250 mẫu Anh (100 ha) đảo Soay ở St. Kilda Archipelago, khoảng 65 km (40 dặm) từ quần đảo phía Tây của Scotland. Nó là một trong những giống cừu đuôi ngắn Bắc Âu. Đây cũng là một trong những giống cừu lâu đời và có giá trị ở vùng đất xứ Scotland này.

## Lịch sử
Cừu Soay vẫn còn chất tương tự như tổ tiên hoang dã của cừu nhà là cừu mouflon Địa Trung Hải và cừu núi Trung Á. Nó nhỏ hơn nhiều so với cừu thuần hóa hiện đại nhưng cứng cáp, và hết sức nhanh nhẹn, chúng tự chăm sóc để nương náu giữa những vách đá khi sợ hãi. cừu Soay thể có màu đen hoặc nâu, hoặc thường xuyên hơn là màu vàng hoặc nâu sẫm với mảng-trắng dưới bụng và mông (gọi là lachdann trong Scottish Gaelic, mà là cùng nguồn gốc với cừu Manx Loaghtan); một số ít cá thể có những mảng trắng trên mặt.
Trong những năm đầu thế kỷ XX, một số cừu Soay đã được di dời để thành lập đàn, chẳng hạn như đàn chiên của "Công viên cừu Soay" tại Woburn Abbey, được thành lập bởi Công tước Bedford vào năm 1910, và được lựa chọn cho các đặc tính "nguyên thủy". Một số con cừu Soay được vận chuyển từ đàn cừu Soay khác của nhóm St Kilda, đảo Hirta bởi Marquess của Bute trong những năm 1930, sau khi dân số của con người và con chiên của họ đã được sơ tán. Tên của hòn đảo, Soay, là Old Norse, có nghĩa là "Đảo của cừu". Giống cừu này được du nhập đến và sống hoang dã trên đáo Saint Isle của Arran.
Cừu Soay đã được du nhập từ St. Kilda đến Lundy, một hòn đảo ở Bristol Channel, bởi Martin Coles Harman ngay sau khi ông mua hòn đảo này vào năm 1924. Ngoài ra còn có một dân số nhỏ hoang dã sống trong và xung quanh Gorge Cheddar ở Somerset. Các con cừu Soay đặc biệt khỏe mạnh và đã được phép trở thành phần lớn là hoang dã. Chúng đặc biệt hữu ích đối với hệ sinh thái Soay vì chúng rất nhanh nhẹn và chắc chân và như vậy ăn cỏ nơi mà cừu thuần không thể. Giống cừu này được liệt kê trong "Nhóm 4: At Risk" vì chỉ có khoảng từ 900 và 1500 đăng ký chăn nuôi cừu Soay. Các con cừu Soay là khác biệt từ hai giống đuôi ngắn khác cũng liên quan đến St.Kilda: các con cừu Boreray (từ Boreray, một trong những hòn đảo, và trước đây cũng sống trên Hirta), và "St. Kilda", tên gọi cũ cho cừu Hebridean.
Dân số Hirta là không quản lý và đã là chủ đề của nghiên cứu khoa học từ những năm 1950. Dân số chúng làm cho một mô hình đối tượng lý tưởng cho các nhà khoa học nghiên cứu sự tiến hóa, biến động dân số và nhân khẩu học vì dân số là không được quản lý không di cư hoặc di trú và không có đối thủ cạnh tranh hoặc những kẻ săn mồi đáng kể. Sự tăng trưởng dân số là tuyệt vời như vậy là vượt quá khả năng ghi sổ của các đảo, mà cuối cùng gây ra một vụ tai nạn dân số kịch tính, và sau đó là chu kỳ lặp đi lặp lại. Ví dụ, vào năm 1989, dân số đã giảm hai phần ba trong vòng 12 tuần.
Các cấu trúc tuổi và giới tính của dân số là người quan trọng trong việc xác định khi một vụ tai nạn xảy ra; Ví dụ, con đực trưởng thành vào mùa đông ở trong tình trạng sau khi động dục mùa thu, trong khi con cái đã được chăn thả tất cả mùa hè và mùa đông để nhập vào một tình trạng tốt. Tỷ lệ sống sót của cừu đực bị ảnh hưởng bởi thời tiết trong suốt mùa đông (phụ thuộc vào sức mạnh của Bắc Đại Tây Dương Oscillation), trong khi tỷ lệ sống sót của con cái và con non đều chịu ảnh hưởng nhiều nhất bởi lượng mưa vào cuối mùa đông, khi chúng sẽ thường được mang thai rất nhiều (mưa thấm vào len, tăng chi phí năng lượng). Một yếu tố khác trong tỷ lệ tử vong là việc tải các ký sinh trùng giun đường ruột, đặc biệt gây tổn hại trong các vật chủ bị suy dinh dưỡng. 

## Đặc điểm giống

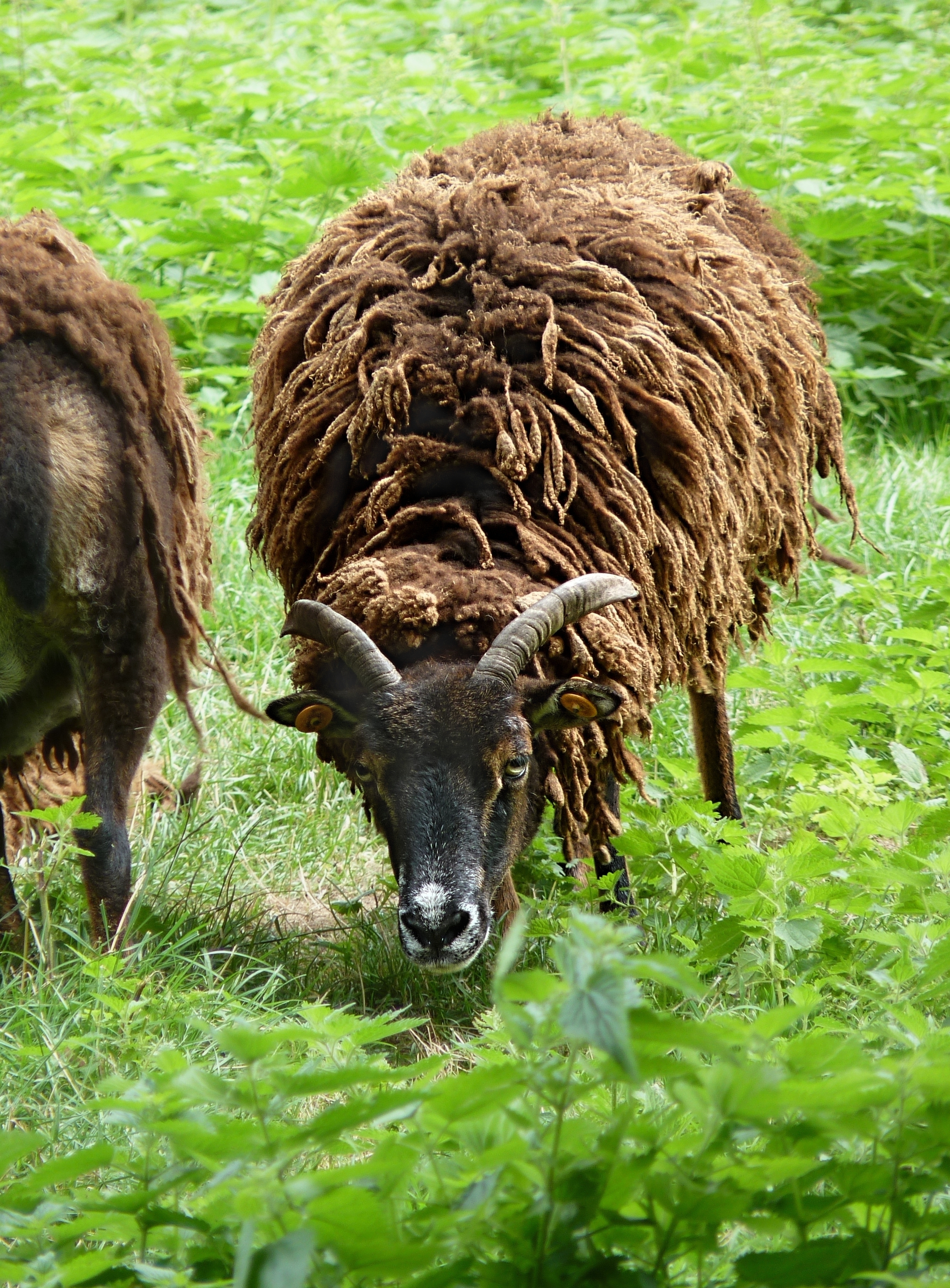

Một kg len có thể thu được từ mỗi con vật mỗi năm. Chúng là thường màu nâu hoặc nâu trắng ở bụng, vá mông trắng và miếng dán trắng dưới cằm (gọi tắt là Mouflon). Đốm trắng thỉnh thoảng trên mặt, cơ thể và chân. Loài này có lông cừu cực kỳ tốt, và ngược lại của cừu núi mouflon, lông cừu bên trong được phát triển và rất khó để phân biệt một lớp khoác bên ngoài. Đây là một dấu hiệu rõ ràng rằng cừu Soay thực sự là sản phẩm của một giống thuần trong thời tiền sử.
Trán chúng phẳng, xương mũi lồi ra, chúng có hố nước mắt, mõm của chúng mỏng, môi hoạt động, răng cửa sắc, nhờ đó chúng có thể gặm được cỏ mọc thấp và bứt được những lá thân cây mềm mại, hợp khẩu vị trên cao để ăn. Chúng có thói quen đi kiếm ăn theo bầy đàn, tạo thành nhóm lớn trên đồng cỏ. Trong da chúng có nhiều tuyến mồ hôi và tuyến mỡ hơn dê. Bởi thế chúng bài tiết mồ hôi nhiều hơn và các cơ quan hô hấp tham gia tích cực hơn vào quá trình điều tiết nhiệt. Mô mỡ dưới da của chúng phát triển tốt hơn dê và ngược lại ở các cơ bên trong của chúng có ít tích lũy mỡ hơn dê.
Các con chiên đang trưởng thành muộn và sản xuất nhỏ hơn so với các giống thương phẩm. Thịt cừu từ cừu Soay là có nhều nạc, vị thit dịu và ít cholesterol. Nó có một hương vị mạnh mẽ hơn với một hương vị gamey khi so với các giống cừu phổ biến hơn. Vượt qua với các giống cừu lớn hơn, chẳng hạn như các con cừu Suffolk hoặc cừu Mule, có thể sản xuất thịt lớn hơn sẽ được nạc và vẫn giữ được nhiều hương vị. Các con cừu Soay rất giống với một loại hoang dã ở đảo Lítla Dímun trong Quần đảo Faroe, mà đã trở thành tuyệt chủng vào giữa thế kỷ XIX, vì chúng bị săn đuổi cho môn thể thao giải trí.
Khá giống của giống này với các giống tiền sử British dẫn cho họ được sử dụng trong khảo cổ học thực nghiệm tại Butser Ancient Farm. Các nhà khoa học cũng đã phát hiện ra rằng những con cừu đang trở nên nhỏ hơn, điều này là do sự thay đổi khí hậu. Con cừu có đuôi ngắn và tự nhiên vào mùa xuân và đầu mùa hè. Stress nhiệt ảnh hưởng đáng kể đến thời gian động dục lại lý do trì hoãn động dục có thể do hocmon LH thay đổi nhịp tiết và giảm tiết oestrogen và GnRH. Mùa vụ có ảnh hưởng rất lớn đến sinh sản ở cừu. Hoạt động sinh dục của cừu cao vào cuối mùa hè và mùa thu, thấp vào cuối mùa đông và mùa xuân. Sự nhạy cảm của cừu đực đến chiếu sáng là khác nhau. Hoạt động tình dục thường được kích thích 1-1,5 tháng trước đó đối với cừu đực, cho phép khi chu kỳ của con cái bắt đầu, con đực đã đạt được một mức độ cao của hoạt động tình dục.
Cừu đực biểu hiện sự biến động theo mùa trong hành vi tình dục, hoạt động nội tiết, giao tử và cũng như khối lượng tinh hoàn và lượng tinh trùng. Tuy nhiên, sự thay đổi hành vi và sinh lý ít rõ ràng hơn ở cừu. Ở cừu đực giống cừu Soay, LH và FSH bắt đầu tăng lên từ 2-4 tuần sau khi giảm chiếu sáng, và gần như ngay lập tức nồng độ testosterone trong huyết tương tăng lên cùng với sự phát triển mạnh của tinh hoàn.
Trong khu vực nhiệt đới và cận nhiệt đới, cừu bản địa bị hạn chế hoạt động tình dục trong những tháng mùa hè. Nhiệt độ môi trường cao gây suy giảm chức năng sinh sản ở cừu. Hiệu ứng nhiệt là trầm trọng hơn khi stress nhiệt đi kèm với độ ẩm môi trường cao. Động dục ở cừu chủ yếu đặc trưng theo mùa, điều này là liên quan đến nhiều yếu tố di truyền và bên ngoài.Thời gian chiếu sáng hàng ngày và các chu kỳ nhiệt độ môi trường là những ví dụ nổi bật nhất trong khu vực ôn đới, trong khi chu kỳ hàng năm về lượng mưa, với hậu quả là số và lượng thức ăn sẵn có, là các biến quan trọng trong khu vực nhiệt đới ảnh hưởng đến khả năng sinh sản của cừu.

## Xu hướng

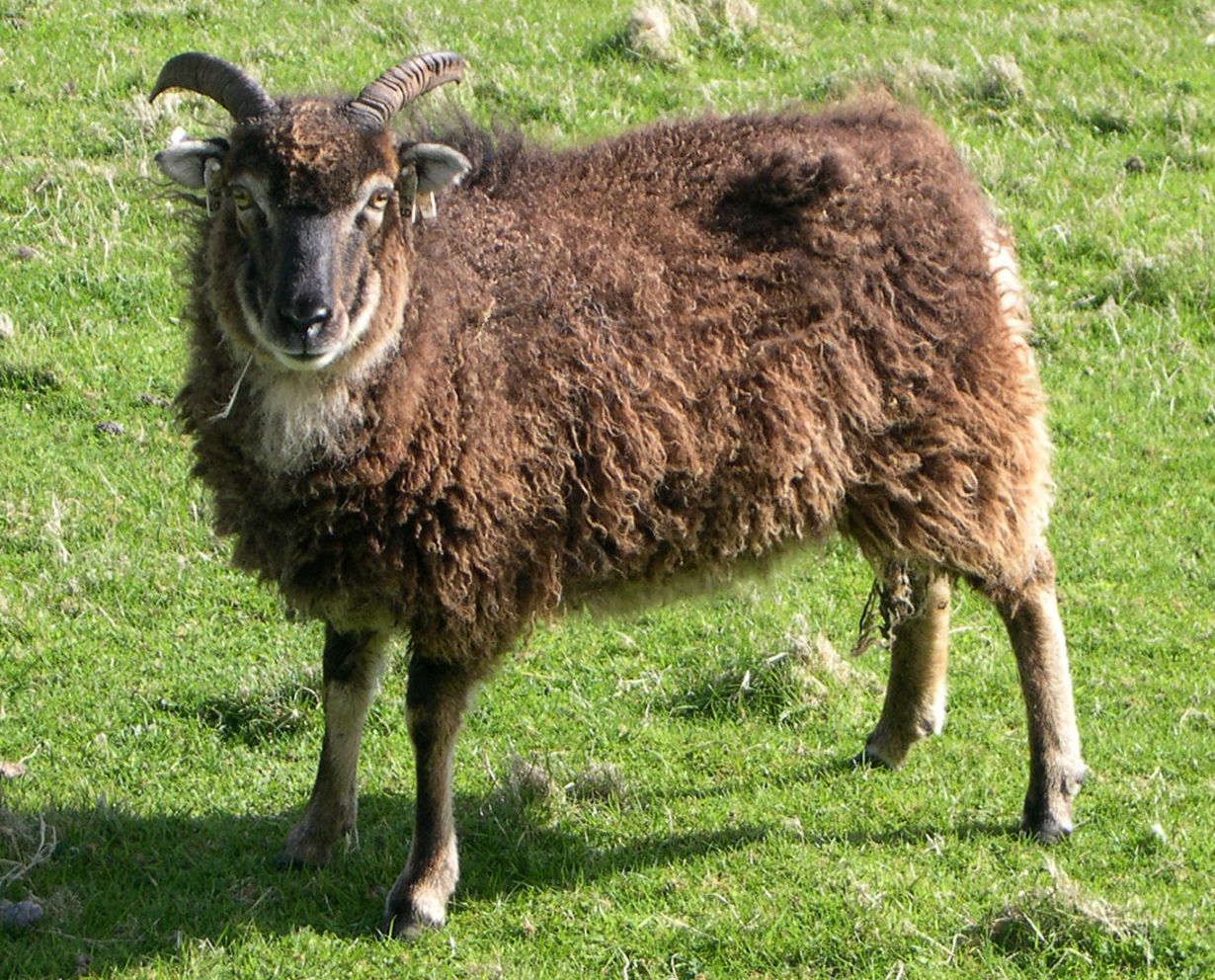
Một con cừu Soay

Mùa đông ấm hơn đang khiến cho giống cừu Soay hoang dã của Scotland ngày càng trở nên nhỏ bé, bất kể những lợi ích tiến hóa tự nhiên lẽ ra phải giúp loài này phát triển to lớn hơn. Biến đổi khí hậu chính là nguyên nhân lý giải sự sụt giảm kích cỡ của loài cừu hoang sống trên đảo Hirta thuộc Scotland, Do tác động của biến đổi khí hậu, các điều kiện sinh tồn trên đảo Hirta đang trở nên dễ dàng hơn, đồng nghĩa với việc những con cừu thấp bé, chậm phát triển có nhiều khả năng sống sót hơn qua mùa đông so với trong quá khứ. Điều này, cùng với 'hiệu ứng cừu mẹ trẻ' mới được phát hiện, theo đó những cừu cái trẻ sẽ sinh ra cá thể con nhỏ bé hơn, giải thích lý do vì sao kích thước trung bình của giống cừu trên đảo này đang giảm đi.
Lý thuyết tiến hóa cổ điển cho rằng theo thời gian, kích thước trung bình của cừu hoang dã sẽ tăng lên, do những con vật to lớn hơn có xu hướng thích nghi, sinh tồn và sinh sản tốt hơn những cá thể nhỏ, và con cái thường có đặc điểm giống bố mẹ chúng. Tuy nhiên, đối với loài cừu Soay ở Hirta, một hòn đảo xa xôi thuộc quần đảo Saint Kilda, Scotland, kích thước cơ thể trung bình đã giảm khoảng 5% trong vòng 24 năm qua. Mùa đông ấm hơn đang khiến giống cừu Soay hoang dã của Scotland ngày càng trở nên thấp bé, bất kể những lợi ích tiến hóa tự nhiên lẽ ra phải giúp loài này lẽ ra phải giúp loài này phát triển to lớn hơn.
Qua phân tích các dữ liệu kích thước cơ thể và lịch sử đời sống, trong đó có các mốc thời gian quan trọng trong cuộc đời một con cừu Soay đảo Hirta suốt 24 năm qua, những con cừu trên đảo này không phát triển nhanh như trước đây, và rằng những con cừu nhỏ bé hơn lại có khả năng tồn tại và phát triển tốt hơn. Điều này làm giảm kích thước trung bình của quần thể cừu nói chung, đây là hệ quả của mùa đông ấm hơn và ngắn hơn sinh ra dưới tác động của biến đổi khí hậu, đồng nghĩa với việc cừu non không cần phải tăng cân nhiều trong những tháng đầu tiên để có đủ điều kiện tồn tại cho tới khi nó được 1 năm tuổi như trước kia, khi mùa đông lạnh giá và khắc nghiệt hơn.
Trong quá khứ, chỉ có những con cừu to lớn, khỏe mạnh và cừu con to khỏe đạt được mức tăng cân cần thiết trong mùa hè đầu tiên mới có thể chống chọi được với mùa đông khắc nghiệt của Hirta. Nhưng giờ đây, do tác động của biến đổi khí hậu, cỏ - nguồn thức ăn của loài này – luôn có sẵn trong nhiều tháng trong năm, và các điều kiện sinh tồn trở nên dễ dàng hơn, do đó ngay cả những con cừu chậm phát triển cũng vẫn có khả năng tồn tại được. Điều này đồng nghĩa với việc những con cừu nhỏ, yếu đang ngày càng chiếm tỉ lệ lớn hơn trong quần thể. Sự giảm kích thước cơ thể trung bình ở loài cừu đảo Hirta trước hết là một phản ứng sinh thái đối với những thay đổi môi trường trong vòng 25 năm qua; thay đổi về mặt tiến hóa tự nhiên chỉ là một phần lý do rất nhỏ của hiện tượng này.
Tuổi sinh đẻ của cừu cái có ảnh hưởng tới kích thước của con con, những con cừu cái ít năm tuổi không có khả năng sinh ra những đứa con sau này khi đến tuổi sinh đẻ sẽ đạt tới kích thước bằng con mẹ hiện tại. Hiệu ứng 'cừu mẹ trẻ' này đã không được tính đến trong những phân tích trước đây về chọn lọc tự nhiên, điều này phần nào giải thích tại sao cừu Hirta không tuân theo những dự báo phát triển mà các nhà sinh học đưa ra. Hiệu ứng cừu mẹ trẻ giải thích vì sao cừu Soay không trở nên to lớn hơn, nhưng nó chưa đủ để giải thích tại sao chúng thậm chí còn ngày càng nhỏ bé đi. Điều này là do biến đổi khí hậu. Cả hai yếu tố cộng gộp lại đã đánh bại quá trình chọn lọc tự nhiên.

## Chăn nuôi
Chúng có tính bầy đàn cao nên dễ quản lý, chúng thường đi kiếm ăn theo đàn nên việc chăm sóc và quản lý rất thuận lợi. Chúng cũng là loài dễ nuôi, mau lớn, ít tốn công chăm sóc. So với chăn nuôi bò thì chúng là vật nuôi dễ tính hơn, thức ăn của chúng rất đa dạng, thức ăn của chúng là những loại không cạnh tranh với lương thực của người. Chúng là động vật có vú ăn rất nhiều cỏ. Hầu hết chúng gặm cỏ và ăn các loại cỏ khô khác, tránh các phần thực vật có gỗ nhiều. Chúng có chế độ hoạt động ban ngày, ăn từ sáng đến tối, thỉnh thoảng dừng lại để nghỉ ngơi và nhai lại. Đồng cỏ lý tưởng cho chúng như cỏ và cây họ Đậu. Khác với thức ăn gia súc, thức ăn chính của chúng trong mùa đông là cỏ khô.
Chúng là loài ăn tạp, có thể ăn được nhiều loại thức ăn bao gồm thức ăn thô xanh các loại như: rơm cỏ tươi, khô, rau, củ quả bầu bí các loại, phế phụ phẩm công nông nghiệp và các loại thức ăn tinh bổ sung như cám gạo ngũ cốc. Mỗi ngày chúng có thể ăn được một lượng thức ăn 15-20% thể trọng. Chúng cần một lượng thức ăn tính theo vật chất khô bằng 3,5% thể trọng. Với nhu cầu 65% vật chất khô từ thức ăn thô xanh (0,91 kg) và 35% vật chất khô từ thức ăn tinh (0,49 kg). Khi cho chúng ăn loại thức ăn thô xanh chứa 20% vật chất khô và thức ăn tinh chứa 90% vật chất khô.
Nguồn nước uống là nhu cầu cơ bản của chúng. Lượng nước cần cho chúng biến động theo mùa và loại và chất lượng thực phẩm mà chúng tiêu thụ. Khi chúng ăn nhiều trong các tháng đầu tiên và có mưa (kể cả sương, khi chúng ăn vào sáng sớm), chúng cần ít nước hơn. Khi chúng ăn nhiều cỏ khô thì chúng cần nhiều nước. Chúng cũng cần uống nước sạch, và có thể không uống nếu nước có tảo hoặc chất cặn. Trong một số khẩu phần ăn của chúng cũng bao gồm các khoáng chất, hoặc trộn với lượng ít.